# 大卡奇沼澤地

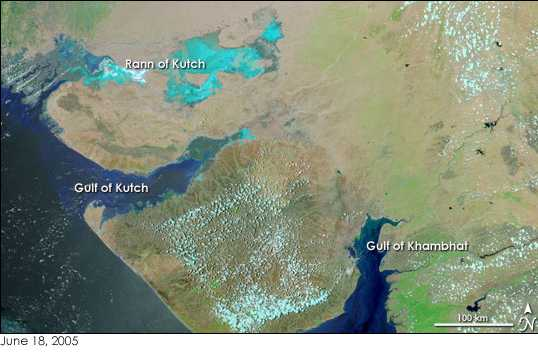
衛星圖

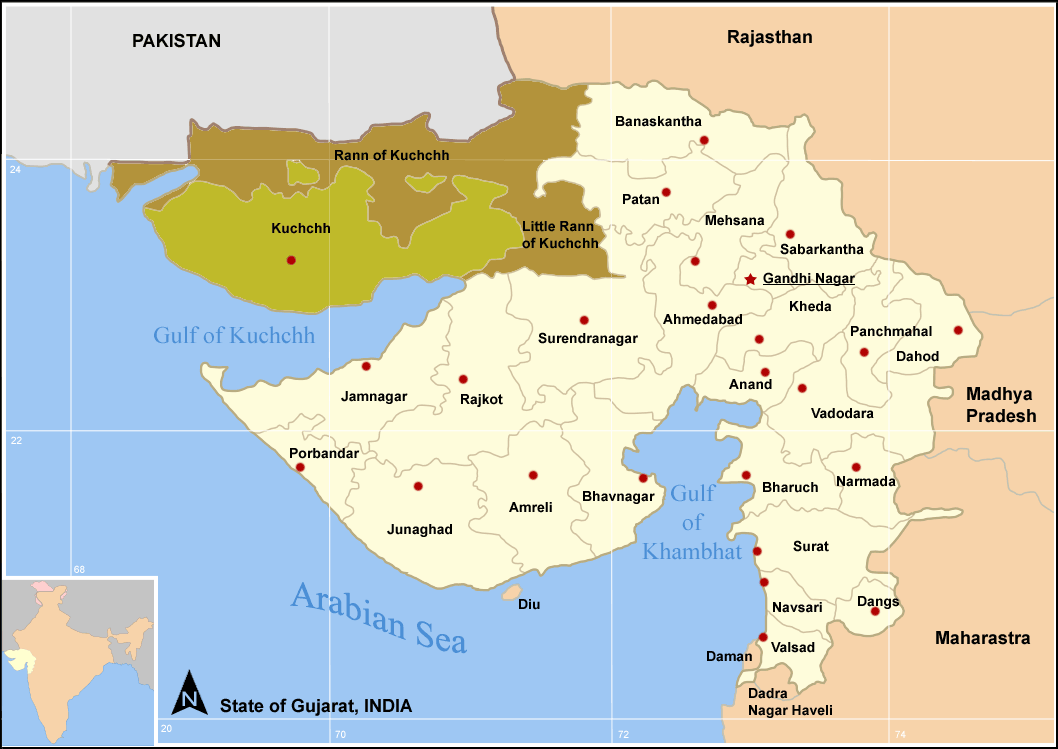
地圖

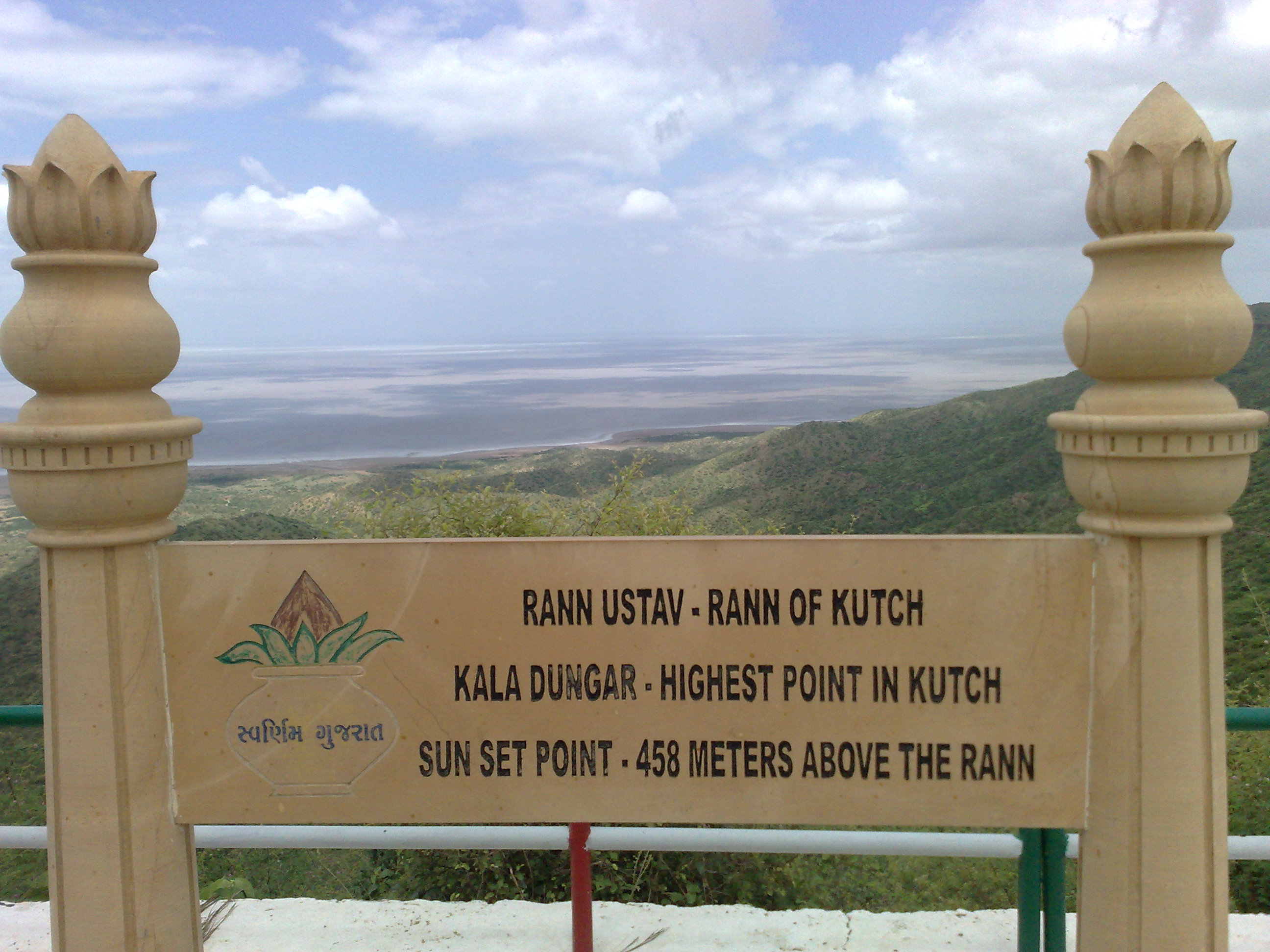
最高點

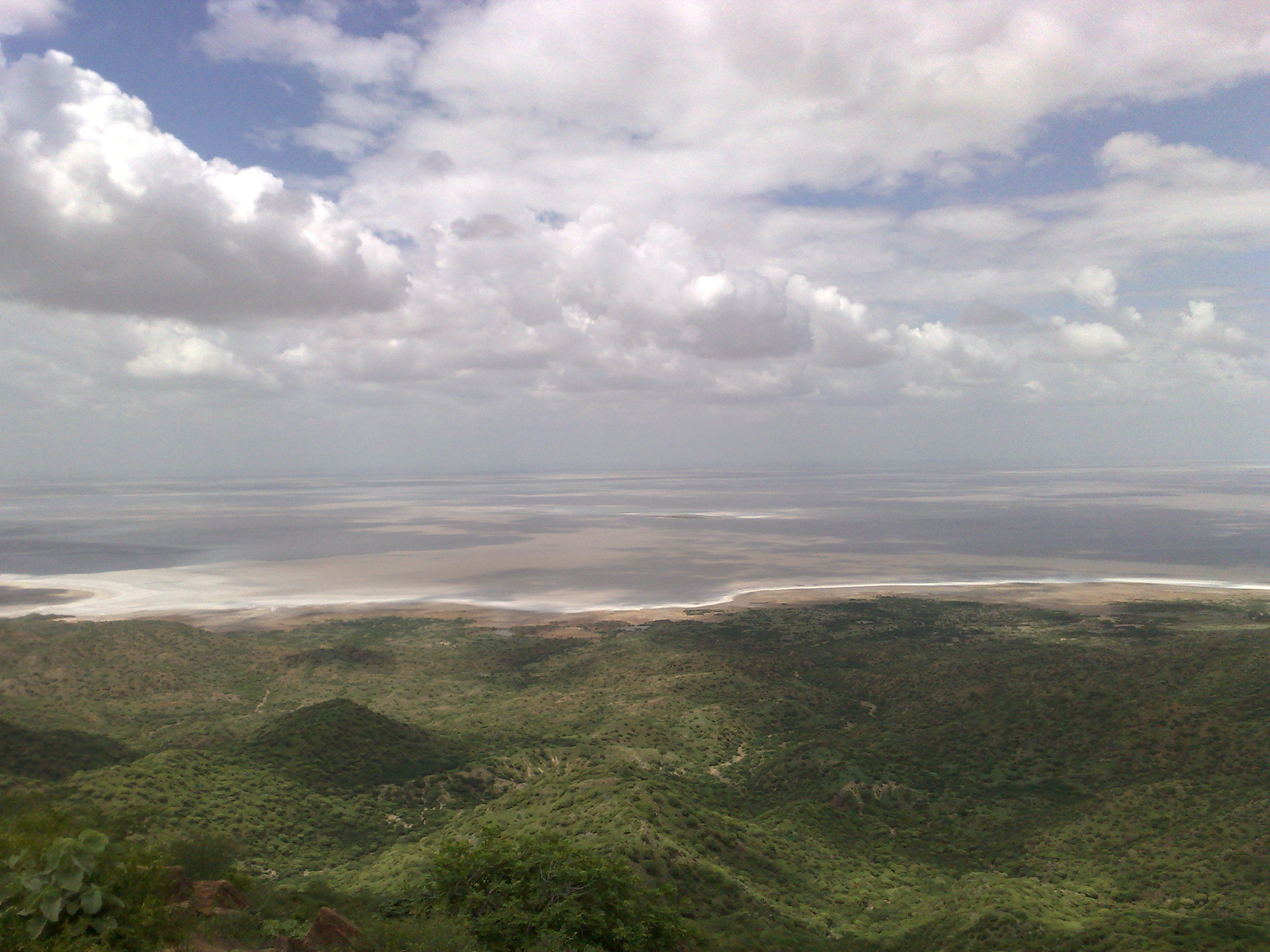
天際線

大卡奇沼澤地是位於印度古吉拉特邦塔爾沙漠的一片鹽沼，印度河流經。其面積達7,500平方（2,900平方英里），是世界上面積最大的鹽沼之一。卡奇人居住於這片區域內。同時，因為是印巴邊境的一部分而且又富含天然氣，它成為了印巴邊境問題討論的焦點，印度在此也有重兵把守。
大卡奇沼澤地是印度夏季最熱的地區之一，最高溫度可達49.5 °C，而冬天溫度則會降至冰點以下。

## 外部連接
- . 陸地生態區. 世界野生動物基金會.
- 衛星圖像（页面存档备份，存于）

24°05′11″N 70°38′16″E / 24.08639°N 70.63778°E